# منتخب أوكرانيا لهوكي الحقل للرجال
منتخب أوكرانيا لهوكي الحقل للرجال هو ممثل أوكرانيا الرسمي في المنافسات الدولية في هوكي الحقل
.